# Gasolinera Gesa
La Gasolinera Gesa, anteriormente Gasolinera Porto Pí y Estación de Servicio para Automóviles, está situada en el n.º 18 de la calle de Alberto Aguilera (con vuelta a la calle de Vallehermoso) de Madrid (España).
Diseñada por el arquitecto Casto Fernández-Shaw en 1927, está considerada una de las obras maestras del racionalismo español. Fue derruida parcialmente en 1977, perdiéndose las partes más significativas y desvirtuándose por completo su estética, pero fue reconstruida en 1996 como réplica exacta de la gasolinera original.

## Historia
Fue realizada por encargo de Ignacio Fuster Otero para Petróleos Porto Pí, Sociedad Anónima, empresa que tenía el monopolio del refinado y la venta de petróleo ruso en España, fue construido en ese mismo año en el tiempo récord de cincuenta días, y está considerado una de las obras maestras del racionalismo español.
A partir de la promulgación del Real Decreto-Ley de 28 de junio de 1927, estableciendo el Monopolio de Petróleos, y el Real Decreto de 17 de octubre de 1927, por el que se otorga el monopolio a la “Compañía Arrendataria del Monopolio de Petróleos, Sociedad Anónima” (CAMPSA), las petroleras privadas que operaban en España fueron expropiadas. “Petróleos Porto Pi”, compañía de importante valor estratégico por su contrato en exclusiva de suministro del crudo soviético, desapareció como tal y su director, Luis Ribas, se convirtió en subdirector de Campsa.
La Estación de Gasolina fue objeto de una ampliación y reforma en el año 1935 que no afectó de forma significativa al edificio principal. En el año 1939 se constituyó la sociedad «Gesa, Sociedad Limitada». Como propietaria de la gasolinera, sustituyó los rótulos publicitarios de la torre y la caseta. En 1975 la sociedad fue adquirida por los actuales propietarios, el grupo «Gesa Carburantes».

### Derribo parcial y restauración

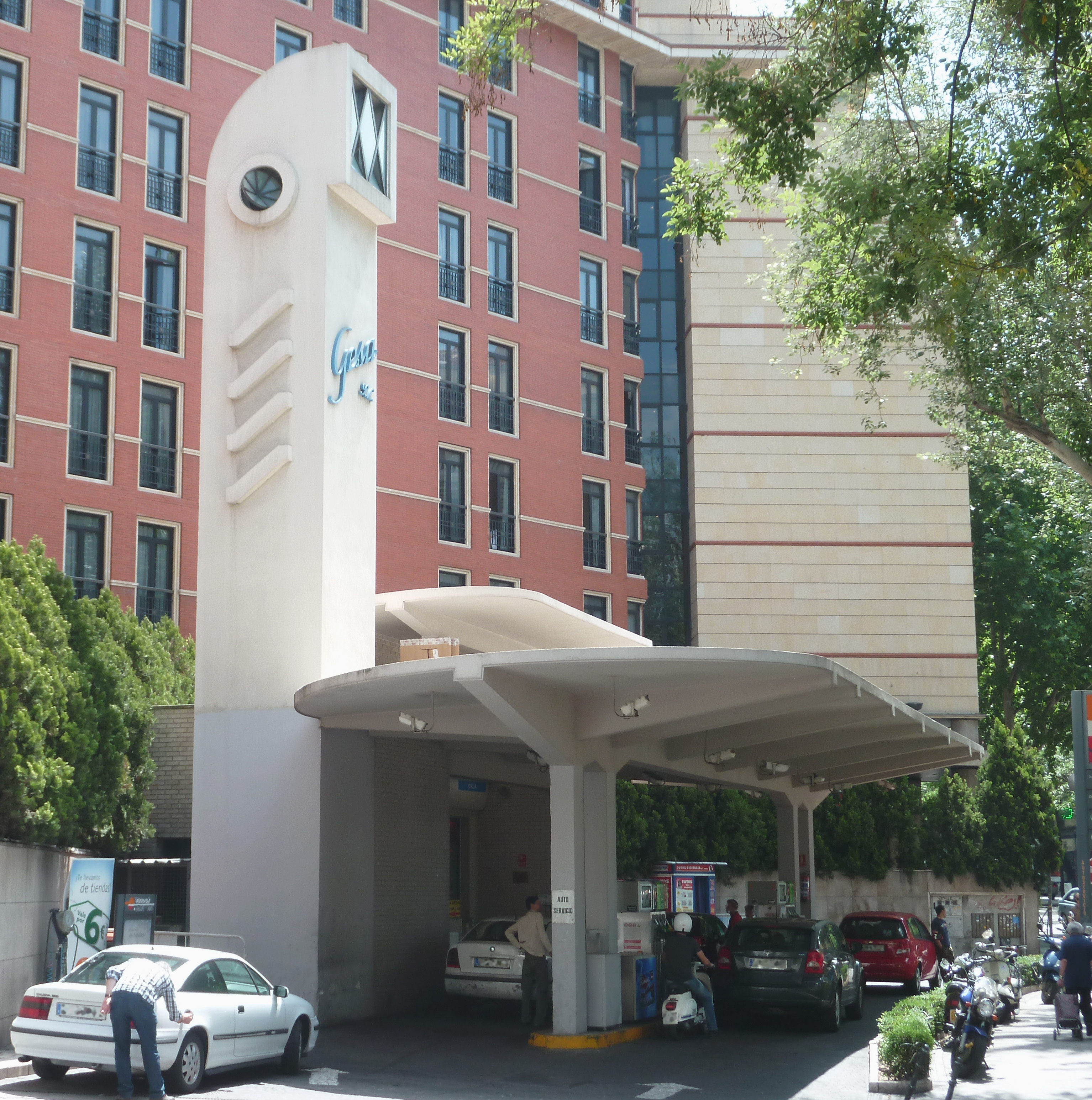
Vista lateral, en 2011.

En 1977 fue parcialmente demolida sin licencia, eliminándose las partes más significativas, como las dos marquesinas y el tramo superior de la torre publicitaria. El derribo provocó un gran revuelo social, con manifestaciones de protesta por parte de los estudiantes de arquitectura y otros colectivos. Llegó a tal extremo, que el Ayuntamiento de Madrid tuvo que intervenir impidiendo la edificación del solar. 
En el año 1996, como medida compensatoria para obtener licencia de construcción de un hotel en el resto del solar, la propiedad accedió a la reconstrucción literal de lo demolido. El proyecto de reconstrucción y la dirección de la obra corrieron a cargo del arquitecto Carlos Loren Butragueño, ajustándose con bastante fidelidad al proyecto original, con el añadido de un sótano-almacén bajo la caseta. Se optó, con el visto bueno de la Administración competente, por rehacer completamente los elementos parcialmente demolidos para asegurar la compatibilidad de los hormigones, la estabilidad de las marquesinas y la conservación futura de toda la gasolinera. El edificio actual es, por tanto, una reconstrucción completa realizada sobre los restos del anterior, utilizando los mismos materiales.
En febrero de 2016 se iniciaron los trámites para convertirlo en Bien de Interés Patrimonial. Existe otra gasolinera del mismo arquitecto en la antigua avenida de Aragón, n.º 388, que ya ha sido incluida en el mencionado catálogo de protección patrimonial. En 2017 se expedientó a los propietarios de la gasolinera por colocar elementos publicitarios en la estructura.

## Descripción
Es considerada, junto con la Casa del Marqués de Villora, de Rafael Bergamín y el Rincón de Goya de Fernando García Mercadal, el origen de la arquitectura moderna española.
En este pequeño proyecto, utilizando un lenguaje formal que el propio arquitecto definiría como “sin ningún estilo”, basado en el principio de mostrar con absoluta sinceridad la estructura, estableció los tres elementos esenciales que conformarían en el futuro la tipología de las estaciones de servicio: La marquesina, la caseta de venta y oficinas y el tótem publicitario. La marquesina principal de hormigón armado se concibió como una estructura porticada lineal de cuatro pilares y nervaduras en doble peine soportando una fina bandeja de hormigón, a imitación de la construcción naval y aeronáutica. Una marquesina secundaria a mayor altura protegía el espacio existente entre la anterior y la caseta de oficinas, proporcionando iluminación natural. El cuerpo cerrado o caseta estaba decorado exteriormente con publicidad de la petrolera “Porto Pi”. El interior tenía una zona central acristalada dedicada a exposición de vehículos, una pequeña oficina y una minúscula vivienda para el empleado. La torre publicitaria de hormigón, en posición descentrada, con un remate curvo a modo de chimenea de ventilación de barco, era una llamada de atención y soporte de publicidad visual y acústica. Se accedía al interior de la torre desde la oficina por una escalera de caracol.
Como obra pionera, en ella se entremezclan las referencias al pasado (la torre como vigía de la ciudad con el oculus dei se emparenta con los centinelas de Antonio Gaudí, adornos art déco sobre la cubierta de La Pedrera), con guiños a la modernidad de su época y el progreso (la torre sería una chimenea de barco, las marquesinas como las alas extendidas de un aeroplano), dando como resultado un estilo expresionista único e inclasificable. La preocupación de su autor por las «nuevas tecnologías» se ponen de manifiesto en el empleo de pilastras, amplias losas en voladizos y vigas de gran canto de hormigón armado.
Según la escritora Soledad Puértolas, «la gasolinera de Fernández Shaw representa un toque de ingenuidad y de inocencia en medio de las moles grises de este rancio barrio de Argüelles, y nos remite a un momento donde el gusto por el juego -de hecho, esta gasolinera es como un gran juguete, un juguete gigante-, el afán de experimentación, la fe en la inagotable variedad de la forma, se combinaban con la confianza en el progreso justo y racional de la humanidad.» Según los arquitectos Casariego, Arean y Vaquero en su libro Madrid. Arquitecturas Perdidas 1927 - 1986 «se trata de una de las obras más características de un arquitecto preocupado por las corrientes culturales europeas. Está considerada como una de de las tres obras que supusieron el origen de la arquitectura moderna española». Además, «su derribo fue absurdo, puesto que siguió funcionando como gasolinera pero en ruina», y «uno de los ejemplos más lamentables de la renovación urbana».